# Tatort: Bauernopfer
Bauernopfer ist ein Fernsehfilm aus der Kriminalreihe Tatort der ARD, des ORF und SRF. Der Film wurde vom MDR unter der Regie von Vadim Glowna produziert und am 21. November 1993 erstmals ausgestrahlt. Es handelt sich um die Tatort-Folge 283. Für den Kriminalhauptkommissar Bruno Ehrlicher und seinen Kollegen Kain ist es der vierte Fall, in dem sie in Dresden ermitteln.

## Handlung
Nach dem Einbruch beim Juwelier Drätsch erhalten Ehrlicher und Kain Verstärkung durch den Kriminaloberrat Bulisch aus Hamburg. Bulisch ist Spezialist für organisiertes Verbrechen und vermutet, dass die Mafia hinter dem Einbruch steckt. Er verfolgt seit vielen Jahren Mieth, einen der Köpfe der Hamburger Unterwelt und hofft nun, ihn in Dresden endlich stellen zu können. Ehrlicher ist über die Hilfe aus dem Westen nicht begeistert, da er der Meinung ist, dass auch in der sächsischen Polizei genug erfahrene Kriminalisten arbeiten und er die Ermittlungen Bulischs als Bevormundung empfindet. Daraufhin übergibt er zunächst den Fall an Kain, der nun mit dem Hamburger zusammenarbeiten muss.
Kain vermutet zunächst wie auch Ehrlicher, dass es sich um simplen Versicherungsbetrug handelt. Bulisch konfrontiert Kain daraufhin mit der Vergangenheit von Drätsch: Der war in den 1960er Jahren mit seinen Eltern aus der DDR nach Hamburg geflohen und hatte dort ein Juweliergeschäft eröffnet. Nachdem er keine Schutzgelder mehr gezahlt hatte, starb seine Frau bei einem fingierten Unfall, als ihm die Mafia einen Denkzettel verpassen wollte. Drätsch hatte außerdem Kontakt zu Metkovic, der zunächst auf dem Kiez in St. Pauli eine kriminelle Karriere machte und auch zu einer Unterweltgröße in Hamburg wurde. Metkovic ist auf dem Überwachungsvideo von Drätsch zu sehen.
Bei Kains Versuch, Metkovic festzunehmen, entkommt dieser zunächst. Bulisch, der überall Spitzel installiert hat, kann ihn jedoch schnell wieder finden und verhaften. Nach einem unergiebigen Verhör beschließt Bulisch, die verdeckte Ermittlerin „Wiktorija“ bei Drätsch einzuschleusen, um ihm eine Falle zu stellen. Die gibt vor zu wissen, dass Drätsch den Einbruch nur vorgetäuscht hat, und bietet ihm an, die angeblich gestohlenen Schmuckstücke im Ausland verschwinden zu lassen. Sie droht ihm außerdem damit, dass sich Metkovic keine Einbrüche in die Schuhe schieben lässt und sich an Drätsch rächen wird. Kurz darauf durchsucht Kain Drätschs Anwesen, um ihn weiter unter Druck zu setzen.
Drätsch erhält einen Anruf aus Hamburg mit der Aufforderung, zu einem Treffpunkt zu kommen. Währenddessen wird seine Tochter Constanze entführt, was Kain allerdings beobachtet. Die Täter werden schnell gestellt und die Geisel befreit. Drätsch meldet den Vorfall jedoch nicht sofort, sondern ruft erst Wiktorija an und bittet um ein weiteres Gespräch. Er willigt schließlich ein und wird von Wiktorija bei Ehrlicher und Kain abgeliefert und dort verhaftet.
Bulisch glaubt weiterhin an eine größere Geschichte und möchte Kain mit Wiktorija in die Hamburger Szene einschleusen. Ehrlicher ist dagegen, kann sich aber nicht durchsetzen. Während sich Kain und Wiktorija nach Hamburg begeben, setzt Bulisch Mieth am Telefon massiv unter Druck und versucht Metkovic, der immer noch im Gefängnis sitzt, zu manipulieren.
Bulisch übergibt Metkovic, dem er vorher ein Messer zugesteckt hat, bei einer nächtlichen Übergabe an Mieth, erreicht aber sein Ziel noch nicht, da Mieth misstrauisch geworden ist. Metkovic tötet die beiden Fahrer Mieths und begibt sich nach Hamburg. Bulisch lässt in Hamburg Mieths Haus stürmen, wo er Mieth, der kurz vorher von Metkovic angeschossen wurde, sterbend findet. Wiktorija, die glaubte, sich mit Mieths Kokain absetzen zu können, wird kurz darauf tot am Bahndamm gefunden.
Kain bleibt schließlich in Dresden bei Ehrlicher und folgt Bulisch, der ihm anfangs imponierte, nicht nach Hamburg.

## Produktion
Der Film ist der vierte vom MDR produzierte Tatort mit dem Ermittlerduo Ehrlicher und Kain. Die Erstausstrahlung verfolgten 10,04 Millionen Zuschauer, was einer Einschaltquote von 28 Prozent entsprach.
Der Titelsong des Filmes Giramore stammt von Gianna Nannini.
Der Film wurde in Dresden und Umgebung gedreht, unter anderem auch in der Nähe des Blauen Wunders, sowie in Hamburg.
Uwe Steimle ist hier als Kriminaltechniker zu sehen, der sich wie der spätere Kriminaltechniker Walter nicht besonders gut mit Kain versteht.

## Kritik
Die TV Spielfilm fand, „dieser Krimi erzählt drei Geschichten auf einmal, wobei keine ganz gelingt“, so dass er nur „Verwirrung auf ganzer Elblänge“ stifte.